# Al-Muʿizz li-Dīn Allāh
Al-Muʿizz li-Dīn Allāh, né en 932 à Mahdia (ancienne capitale des Fatimides, actuelle Tunisie) et mort en 975 au Caire, capitale du califat fatimide (actuelle Egypte), est le quatrième calife fatimide, successeur d'Al-Mansur en 953. 
Abu Mansur Nizar al-Aziz Billah lui succède en 975.

## Biographie
Al-Muʿizz li-Dīn Allāh achève la conquête du Maghreb face aux Omeyyades de Cordoue, en occupant les royaumes idrisside et de Sijilmassa. Après avoir imposé son autorité sur l'Ifriqiya, l’actuelle Tunisie, il lance en 969 le général Jawhar al-Siqilli à la conquête de l’Égypte, à la faveur d’une crise économique. Son général, à la tête de plus de 100 000 cavaliers, emporte un immense trésor qu’il doit distribuer aux Égyptiens. Sous son règne, les Fatimides transfèrent leur capitale de Mahdia au Caire (Al-Qahira soit « La Victorieuse »).
Le calife s'entoure de deux Juifs convertis à l’Islam : Paltiel, son médecin et conseiller, et Yakub Ibn Killis qui devint son vizir et est chargé de la réforme administrative et de la collecte des impôts.
Selon un historien du XIVe siècle, Ahmad al-Maqrîzî, le calife al-Mu’izz est « savant, magnifique, généreux, de belles mœurs, juste pour ses sujets et passionné d’astronomie ».

## Le miracle du Muqaṭṭam
Al-Muʿizz li-Dīn Allāh apparaît dans la légende du miracle du déplacement du Muqaṭṭam qui circule au sein de la communauté copte depuis un millier d’années. Cet évènements est souvent évoqué par les fidèles de l’Église copte comme un exemple de victoire de la foi chrétienne contre l’islam. Ce récit, a connu d’importantes variantes au fil des siècles et a fini par inclure la conversion au christianisme du calife al‑Muʿizz.